# L'Abbé Jules

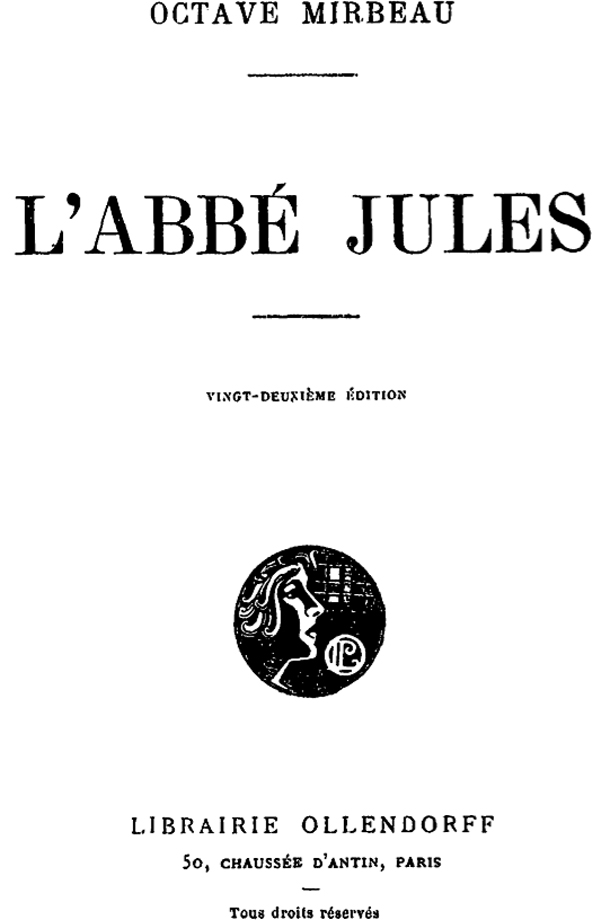
L'Abbé Jules, Ollendorff, 1888

L'Abbé Jules  (Pater Julius) is een roman van de Franse schrijver Octave Mirbeau (1888). 

## Inhoud
De hoofdpersoon, Jules Dervelle, is een katholieke priester, die in opstand komt tegen huiselijk geweld, de corruptie van zijn kerk, en meer in het algemeen tegen de onderdrukking in de maatschappij, waardoor verlangens van het individu geheel in de verdrukking komen. De roman beschrijft het verloop van de bewustwording van deze verdoemde priester die lijdt aan neurosen, de moderne ziekte bij uitstek. De verteller van het verhaal is zijn jonge neef, die zowel gefascineerd als bang is. 

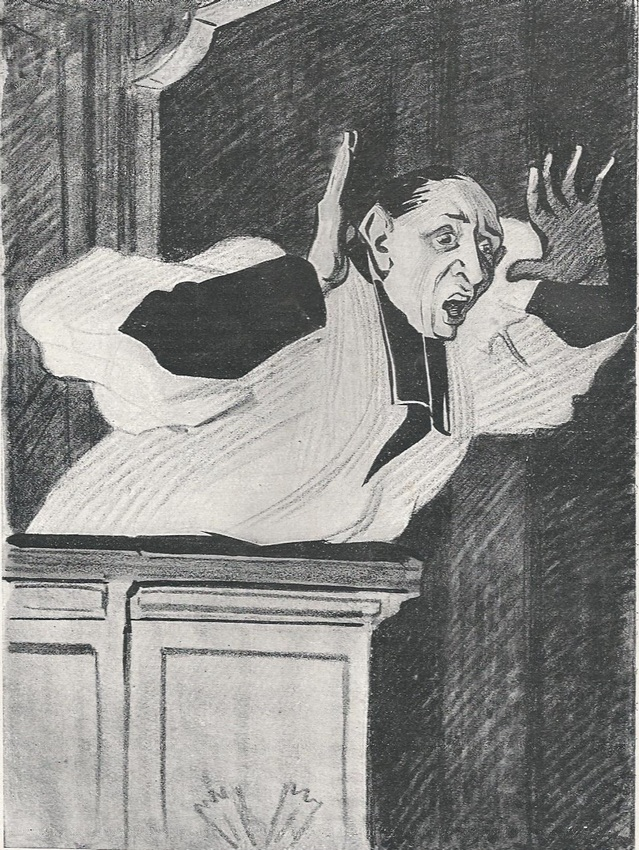
Hermann-Paul, Pater Julius, 1904

Mirbeau trachtte met deze roman de aandacht te vestigen op de onoplosbare tegenstellingen in het mysterieuze en neurotische karakter van de hoofdpersoon die niet in staat is zijn impulsen te onderdrukken en gekweld wordt door zijn seksuele verlangens en de religieuze moraal die het onnatuurlijke celibaat met zich meebrengt. Mirbeau belicht dit thema vanuit de dieptepsychologie onder invloed van het werk van Fjodor Dostojewski.